# Leocereus
Leocereus bahiensis  este unica specie de cactus din genul Leocereus.

## Sinonime
- Cereus bahiensis Britton & Rose
- Leocereus bahiensis ssp. barreirensis (Braun & Esteves) Braun & Esteves
- Leocereus bahiensis ssp. exiguospinus (Braun & Esteves) Braun & Esteves
- Leocereus bahiensis ssp. robustispinus (Braun & Esteves) Braun & Esteves
- Leocereus bahiensis ssp. urandianus F.Ritter
- Leocereus estevesii P.J.Braun
Leocereus urandianus F.Ritter
- Lophocereus bahiensis Orcutt

## LegăturiExterne
- http://cactiguide.com/cactus/?genus=Leocereus